# Colônia de New Haven
```
   |-
       |
Erro:
:  
valor não especificado para "
nome_comum
"
```

A Colônia de New Haven, foi uma pequena colônia inglesa na América do Norte de 1637 a 1664, no que é hoje o estado de Connecticut.

## Histórico
A história da colônia foi uma série de decepções e fracassos. O problema mais sério era que a colônia de New Haven nunca possuiu uma carta-patente que desse título legal à existência. A colônia maior e mais forte de Connecticut, ao Norte, tinha uma carta-patente, e Connecticut foi agressivo ao usar sua superioridade militar para forçar uma aquisição.
New Haven também tinha outras fraquezas: os líderes eram empresários e comerciantes, mas nunca foram capazes de construir um comércio grande ou lucrativo porque sua base agrícola era pobre, cultivar o solo rochoso era difícil e o local era isolado. O sistema político de New Haven estava restrito apenas aos membros da igreja, e a recusa em ampliá-lo afastou muitas pessoas.
Oliver Cromwell recomendou que todos os colonos de New Haven migrassem para a Irlanda ou para os territórios espanhóis que ele planejava conquistar, mas os puritanos de New Haven estavam comprometidos com sua nova terra. Uma a uma, entre 1662 e 1664, as cidades se uniram à Colônia de Connecticut até restarem apenas três, e se submeteram totalmente a Connecticut em 1664. Tornou-se a atual cidade de New Haven.

## Fundação
Em 1637, um grupo de comerciantes de Londres e suas famílias se mudaram para Boston com a intenção de criar um novo assentamento. Os líderes eram John Davenport, ministro puritano, e Theophilus Eaton, um rico comerciante que trouxe £ 3.000 para o empreendimento. Ambos tinham experiência em equipar embarcações para a "Colônia da Baía de Massachusetts". Os dois navios que fretaram chegaram a Boston em 26 de junho de 1637. Eles aprenderam sobre a área ao redor do rio Quinnipiac com milícias envolvidas na Guerra de Pequot, então Eaton partiu para ver a área no final de agosto. O local parecia ideal para o comércio, com um bom porto entre Boston e a cidade holandesa de Nova Amsterdã, em Manhattan, e bom acesso às peles dos assentamentos de Hartford e Springfield no vale do rio Connecticut.
Theophilus Eaton voltou a Boston, deixando sete homens para permanecer durante o inverno e fazer os preparativos para a chegada do resto da empresa. O corpo principal de colonos desembarcou em 14 de abril de 1638, totalizando cerca de 250, com a adição de alguns de Massachusetts. Várias das primeiras habitações eram cavernas ou "celas", parcialmente subterrâneas e esculpidas em encostas.
Os colonos não tinham nenhuma carta oficial. Em seu livro, Channing diz que eles eram invasores, enquanto em outro livro, Atwater sustenta que a compra de terras aos nativos locais foi efetuada algum tempo antes de sua chegada em abril, embora nenhuma escritura tenha sido assinada até 24 de novembro de 1638. Uma segunda escritura foi assinada em 11 de dezembro de 1638 para uma área ao Norte da primeira compra. A escritura com os indígenas Wepowauge (Milford) foi assinada em 12 de fevereiro de 1639 e a com os Menunkatuck (Guilford) em 29 de setembro de 1639.

## Acordo fundamental
Em 1639, os colonos adotaram um "Acordo Fundamental" ("Fundamental Agreement of the New Haven Colony") para o autogoverno, em parte como resultado de uma ação semelhante na Colônia de Connecticut. De acordo com seus termos, um tribunal composto por 16 burgesses foi estabelecido para nomear magistrados e oficiais e conduzir os negócios da colônia. Os únicos eleitores capacitados foram "plantadores" que eram membros de algumas igrejas "aprovadas" da Nova Inglaterra. Isso excluiu servidores contratados, residentes temporários e pessoas transitórias, consideradas como não tendo interesse permanente na comunidade.
Eles determinaram ainda que: "a palavra de Deus será a única regra a ser observada na ordenação dos assuntos do governo nesta plantação". Theophilus Eaton foi escolhido primeiro magistrado.
Em 23 de outubro de 1643, New Haven foi combinada com as cidades independentes de Milford e Guilford e denominada Colônia de New Haven. Eaton serviu como governador até sua morte em 1658. A Bíblia não contém nenhuma referência a julgamento por júri, de modo que os colonos o eliminaram e os magistrados comandavam os julgamentos.
Os líderes tentaram inúmeros empreendimentos de comércio, mas todos falharam. Grande parte do dinheiro foi para um grande navio enviado para Londres em 1646, com £ 5.000 em carga de grãos e peles de castores. Ele nunca chegou. O ministro Davenport era um intelectual formado em Oxford e fundou uma escola de gramática e queria estabelecer uma faculdade. O "Yale College" foi aberto em 1701, muito depois de sua morte.

## Confederação das Colônias Unidas da Nova Inglaterra
O sucesso da colônia logo atraiu outros crentes, bem como aqueles que não eram puritanos. Eles se expandiram para outras cidades (chamadas "plantações"), estabelecendo Milford e Guilford no continente em 1639, e Stamford e Southold no "North Fork" de Long Island em 1640, formando o componente original da confederação que se autodenominava Colônias Unidas da Nova Inglaterra. A cidade de Branford ingressou em 1643 e foi a última plantação oficial da Confederação de New Haven. Eles basearam seu governo no da Colônia da Baía de Massachusetts.

## Nova Jersey, Filadélfia e Oceano Pacífico
Em 1641, a colônia reivindicou a área que atualmente é South Jersey e Filadélfia depois de comprar terras ao Sul de Trenton, ao longo do rio Delaware, da tribo Lenape. Cape May e Salem ambas em Nova Jérsei, estavam entre as comunidades que foram fundadas.
O tratado com os Lenape não impunha nenhum limite para o Oeste nas terras que ficavam também a Oeste do Delaware, que se tornou a base legal para uma reivindicação "mar a mar" de Connecticut de possuir toda a terra em ambos os lados do Delaware, do Oceano Atlântico ao Oceano Pacífico. Isso preparou o terreno para a Guerra Pennamite-Yankee que aconteceria 150 anos depois.
Em 1642, 50 famílias em um navio capitaneado por George Lamberton se estabeleceram na foz do rio Schuylkill para estabelecer o posto comercial no que é hoje a Filadélfia. Os holandeses e suecos que já estavam na área queimaram seus prédios, e um tribunal na Nova Suécia condenou Lamberton de "invasão conspirada com os índios". A colônia de New Haven não recebeu apoio de seus patronos da Nova Inglaterra, e o governador puritano John Winthrop testemunhou que a "Colônia de Delaware" "se dissolveu" devido a "doenças e mortalidade".